# Любавский, Матвей Кузьмич
Матве́й Кузьми́ч Люба́вский (1 [13] августа 1860, село Большие Можары, Рязанская губерния — 22 ноября 1936, Уфа) — российский и советский историк. Ректор Московского университета (1911—1917). Академик Академии наук СССР (1929, член-корреспондент РАН с 1917).

## Биография
Родился в семье диакона села Большие Можары Сапожковского уезда Рязанской губернии Кузьмы Ивановича и его супруги Матрёны Федотовны. В юности из-за несчастного случая потерял глаз.
Окончил Сапожковское духовное училище, учился в Рязанской духовной семинарии — ушёл в 1878 году, не окончив. Окончил историко-филологический факультет Московского университета (1882).
В университете занимался в семинариях у профессоров В. О. Ключевского, В. И. Герье, Н. А. Попова. Учился вместе с П. Н. Милюковым, В. В. Розановым, Р. Ю. Виппером, В. Е. Якушкиным, М. С. Корелиным. На четвёртом курсе за критический разбор введения к «Критике чистого разума» Канта получил премию им. Н. В. Исакова. Выпускное кандидатское сочинение: «Служилые люди Московского государства, городовые дворяне и дети боярские» было удостоено золотой медали. Был оставлен на два года при кафедре русской истории для приготовления к профессорскому званию.

## Педагогическая деятельность

### Средние учебные заведения
Работал в средних учебных заведениях Москвы: с 1886 года преподавал историю в частной гимназии О. А. Виноградовой; с 1887 года — географию во 2-й женской гимназии императрицы Марии и в Мариинском училище дамского попечительства о бедных.
В 1904—1907 годах — инспектор Мариинского училища. Преподавал также на курсах В. А. Полторацкой; в 1914 году преподавал историю в Медведниковской гимназии.

### Московский университет
Преподавал в Императорском Московском университете (1894—1917), а затем в Московском государственном университете (1917—1930).
С 1894 года, после защиты магистерской диссертации «Областное деление и местное управление литовско-русского государства ко времени издания первого литовского статуса» — приват-доцент Московского университета по кафедре русской истории; читал лекции по истории Литовско-Русского государства, с 1897 года — по исторической географии, с 1899 года — по истории западных славян.
После получения степени доктора русской истории за диссертацию «Литовско-русский Сейм. Опыт по истории учреждения в связи с внутренним строем и внешней жизнью государства» в 1901 году был утверждён экстраординарным профессором; с 1903 года — ординарный профессор Московского университета. Непрерывно преподавал в университете до 1930 года.
В 1902—1904 и 1906—1908 гг. — секретарь совета историко-филологического факультета Московского университета, в 1909—1911 годах — декан этого факультета.
В 1911 году был уволен ректор Московского университета А. А. Мануйлов и, вслед за этим, университет покинули более ста профессоров и преподавателей, принадлежавших к кадетской партии, а также симпатизировавших ей или более левым политическим силам («Дело Кассо»). В том же году ректором университета был избран М. К. Любавский, близкий к партии «Союз 17 октября». Выступал против политизации учебного процесса, за сохранение университетской автономии, стремился сохранить университетские традиции и высокий уровень преподавания после ухода многих талантливых учёных. В 1913 году избран председателем Общества истории и древностей российских при Московском университете.
После Февральской революции организовал возвращение в университет ушедших в 1911 году коллег. На выборах ректора весной 1917 года не выставлял свою кандидатуру — приняв Февральскую революцию, Любавский, как и большинство русских интеллектуалов, не признал октябрьский переворот.
С 1919 года — заслуженный ординарный профессор, состоял профессором факультета общественных наук МГУ, с 1922 года — сверхштатный профессор. С 1925 года — сверхштатный профессор этнологического факультета 1-го МГУ.

### МВЖК и 2-й МГУ
В начале XX века преподавал на Московских высших женских курсах (МВЖК) профессора В. И. Герье.
В 1918—1930 годах преподавал архивные дисциплины во 2-м Московском государственном университете, в который были преобразованы бывшие МВЖК.

## Учёный-историк
В деятельности Любавского как историка можно выделить три основные составляющие. Первая — история Литовско-Русского государства — считал, что она «является в известном смысле прямым продолжением, дальнейшим развитием истории Киевской Руси». Полагал, что в дальнейшем оформились два центра объединения русских земель: московский и литовский. Причём, как и Киевская Русь, «Великое княжество Литовское, включившее значительную часть бывших древнерусских территорий, имело характер федерации». Одновременно с преподаванием Любавский работал в Московском архиве министерства юстиции, где разбирал материалы древнелитовского архива (Литовской метрики).
Вторая — история западных славян. Любавский считал, что история Литвы не может быть понята без знания исторического опыта соседей — Польши и Чехии. Его курс истории западных славян был единственным фундаментальным исследованием в этой области в русской историографии в течение многих лет (первый советский учебник по этой тематике появился лишь в 1957 году).
Третья — историческая география. Показал важную, порой даже решающую роль государства в колонизационных процессах. Подчёркивал взаимосвязь проблемы расселения русского народа с различными аспектами региональной политики российского государства — военно-стратегическими и политическими интересами, комплексом мероприятий в национальной, конфессиональной, сословной, экономической политике и элементами демографического регулирования в регионах.
Многие университетские курсы, прочитанные Любавским в начале XX века, сохранили свою актуальность и спустя столетие, когда они были переизданы.

## Организатор архивного дела
После Октябрьской революции пошёл на сотрудничество с властью во имя спасения историко-культурного достояния страны — её архивов. В 1918 году — руководитель Московского отделения Главархива — Московского областного управления архивным делом, до 1920 года — член коллегии, заместитель председателя Главархива. В 1920 году был экспертом-консультантом по архивным вопросам Наркомата иностранных дел, участвовал в Рижской конференции по заключению мирного договора между РСФСР и Польшей. В 1920—1929 годах — директор Московского отделения юридической секции Единого государственного архивного фонда (с 1925 года — Древлехранилища Московского отделения Центрального исторического архива РСФСР; ныне Российский государственный архив древних актов), много сделал для проверки и организации сохранности документов, описания уникальных архивных фондов русских дворянских фамилий Шереметевых, Голицыных, Пазухиных, Архива старых дел и Дворцового архива.
Выступил с проектом организации в Москве и Петрограде двух архивно-археографических институтов (уже после ареста М. К. Любавского этот проект был частично реализован в результате создания Историко-архивного института). С 1929 года преподавал на архивном цикле при этнологическом факультете МГУ, автор пособия «История архивного дела в России».

## Арест и ссылка
8 августа 1930 года Любавский был арестован по так называемому «академическому» делу («дело академика Платонова»). Год находился в предварительном заключении. В феврале 1931 года был арестован и в июне расстрелян за «контрреволюционную деятельность» его сын Валериан. 8 августа 1931 года Коллегия ОГПУ вынесла приговор, лишив Любавского звания академика и определив ему пять лет ссылки. Любавский был выслан в Уфу.
Находясь в ссылке, активно сотрудничал с Институтом национальной культуры Башкирской АССР, где в течение 1932—1934 годов работал над историей землевладения и классовой борьбы в этих землях в XVII—XVIII вв. чему посвящены его неопубликованные монографии: «Землевладение и землепользование в Башкирии в XVIII—XIX вв.», «Вотчинники-башкиры и их припущенники в XVII—XVIII вв.», «Очерки по истории башкирского землевладения и землевладения в XVII—XVIII и XIX веках», «Помещики-мусульмане и их крепостные в Башкирии в XVIII и XIX вв.» и «Очерк башкирских восстаний в XVII и XVIII вв.». Уволен 31 декабря 1934 года и почти год добивался восстановления на работе.
Освобождён 5 ноября 1935 года. Скончался в Уфе вскоре после окончания срока ссылки, 22 ноября 1936 года. Похоронен на Сергиевском кладбище Уфы.
Реабилитирован 20 июля 1967 года. Постановлением общего собрания АН СССР от 22 марта 1990 г. за № 17.1 Матвей Кузьмич Любавский восстановлен в составе действительных членов АН СССР (академиков).

## Семья
В 1891 году женился на Наталии Валериановне Зызыкиной, выпускнице гимназии О. С. Виноградской, где Любавский преподавал (умерла в 1930 году).
Отец шестерых детей.
- Валериан Матвеевич Любавский (1904—1931) — преподаватель Московского института растениеводства. 28 февраля 1931 года арестован, 20 июня приговорён Коллегией ОГПУ к расстрелу и 29 июня 1931 года расстрелян «за контрреволюционную деятельность». Похоронен на Ваганьковском кладбище. Реабилитирован в январе 1989 года.
- Вера Матвеевна Ливанова (1910—1998) — известная советская художница-график.
- Дмитрий Матвеевич Любавский. Учился живописи у К. Ф. Юона.
  - Татьяна Любавская, внучка профессора Матвея Любавского, по словам литературного критика Вадима Кожинова «она много предпринимает для увековечения памяти деда…»[6].

## Память

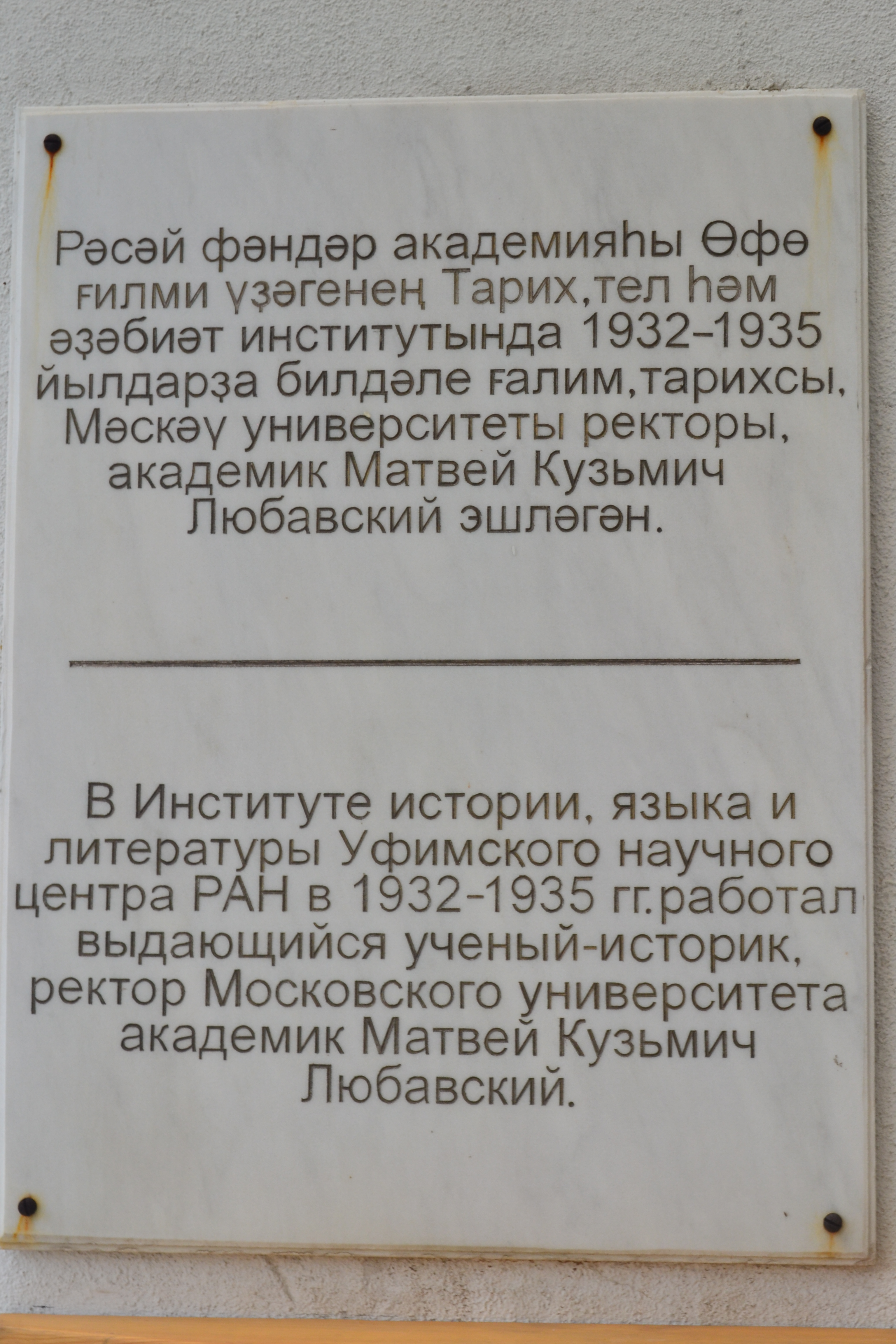

В Уфе на здании Института истории языка и литературы Уфимского НЦ РАН в 2006 году в честь Любавского М. К. установлена мемориальная доска.

### Список произведений
- Областное деление и местное управление Литовско-русского государства ко времени издания первого Литовского статута: Исторические очерки Матвея Любавского. — М.: Унив. тип., 1892. — VI, 884, С, II с. Магистерская диссертация, удостоенная премии Г. Ф. Карпова и малой премии графа С. С. Уварова.
- Начальная история малорусского казачества // Журнал Министерства народного просвещения. 1895. — № 7. — С. 217—244
- Литовско-русский Сейм. Опыт по истории учреждения в связи с внутренним строем и внешней жизнью государства. — М.: Университетская тип., 1900. — 1160 с. Докторская диссертация
- История царствования Екатерины II: Курс, чит. в Имп. Моск. ун-те весной 1911 г. / Проф. М. К. Любавский; Изд. О-ва взаимопомощи студентов-филологов по зап. студ. Ю. С. Ильина. — [Москва, 1912?]. — 222 с.
- Московский университет в 1812 году. — М., 1913. — 68 с.: ил.; [13 л. ил.].
- Очерк истории Литовско-Русского государства до Люблинской унии включительно. С приложением текста хартий, выданных княжеству Литовскому и его областям. — М.: Московская художественная печатня, 1915.
- История западных славян (прибалтийских, чехов и поляков). — М.: Товарищество скоропечатни А. А. Левенсон, 1917. — 473 с.
- Лекціи по древней русской исторіи до конца XVI вѢка. — 3-е изд. — М.: М. и С.Сабашниковыхъ, 1918.
- Основные моменты истории Белоруссии: Доклад, читанный на первом публичном заседании Белорусского научно-культурного общества в Москве 1 (14) июля 1918 года. — М.: тип. А. П. Яроцкого, 1918. — 23 с.
- Образование основной государственной территории великорусской народности: заселение и объединение центра / М. К. Любавский; Акад. наук СССР, Археогр. комиссия. — Ленинград, 1929. -— 175, [1] с., 1 вкл. л. карт.

Переиздания работ
- Любавский М. К. Обзор истории русской колонизации. — М.: Изд-во МГУ, 1996. — 688 с. — 2000 экз. — ISBN 5-211-03551-8. (в пер.)
- Любавский М. К. Историческая география России в связи с колонизацией / Авт. вступ. ст. Ю. В. Кривошеев, Т. А. Рисинская. — СПб.: Лань, 2000. — 304 с. — 3000 экз. — ISBN 5-8114-0173-6. (в пер.)
- Любавский М. К. Лекции по древней русской истории до конца XVI века. — СПб.: Лань, 2000. — 480 с. — (Классики исторической мысли). — 3000 экз. — ISBN 5-8114-0300-3. (в пер.)
- Любавский М. К. История царствования Екатерины II. — СПб.: Лань, 2001. — 256 с. — (Классики исторической мысли). — 5000 экз. — ISBN 5-8114--0407-7. (в пер.)
- Любавский М. К. Русская история XVII—XVIII веков. — СПб.: Лань, 2002. — 576 с. — (Классики исторической мысли). — 5000 экз. — ISBN 5-8114-0405-0. (в пер.)
- Любавский М. К. История западных славян. — М.: Парад, 2004. — 608 с. — 2500 экз. — ISBN 5-7734-0041-3. (в пер.)
- Любавский М. К. Очерк истории Литовско-Русского государства до Люблинской унии включительно. — СПб.: Наука, 2004. — 312 с. — (Русская библиотека). — 1800 экз. — ISBN 5-02-026232-3. (в пер.)
- Любавский М. К. Очерк истории Литовско-Русского государства до Люблинской унии включительно / Подгот. к печати Д. В. Карев; авт. вступ. ст. Д. В. Карев; Институт истории НАН Беларуси. — Минск: Беларуская навука, 2012. — 400 с. — (Помнікі гістарычнай думкі Беларусі / Памятники исторической мысли Беларуси). — 1000 экз. — ISBN 978-985-08-1502-6. (в пер.)
- Любавский М. К. Русская история от древности до конца XVIII века. — М.: Академический Проект, 2015. — 846 с. — (Исторические технологии).

#### Воспоминания о М. К. Любавском
- Ливанова Т. Г. «Папа, несмотря на занятость, уделял мне какое-то время»: Из воспоминаний В. М. Ливановой-Любавской. // Исторический архив. — 2000. — № 4. — С. 202—212.